# Рул (морски термин)
Вижте пояснителната страница за други значения на Рул.
Рул (от нидерландски: roer – весло) е вертикална пластина (перо на руля), въртящо се по ос, наречена балер, в кърмовата подводна част на плавателен съд. Служи за завиване на съда наляво или надясно.
Принципът на действие се базира на отклоняването на насрещния поток вода и придаване на противоположен изтласкващ момент на сила към кърмата на плавателния съд..
Обикновено управлението на руля се извършва от щурвал.
Двата основни вида рул са следните: балансиран рул (като правило са обтекаеми); полубалансиран рул – различава се по това, че неговата балансирна част е с по-ниска от основната.
През 80-те години на ХХ век българският учен доц. Георги Тодоров Вълчев изобретява и обосновава по-високо ефективна форма на рул, с особен профил. Рулят на Вълчев е защитен в българското патентно ведомство.